# Ewart
Ewart is een civil parish in het bestuurlijke gebied Berwick-upon-Tweed, in het Engelse graafschap Northumberland. In 2001 telde het civil parish 72 inwoners.